# Laura Pennacchi
Laura Pennacchi (Latina, 9 luglio 1948) è un'economista e politica italiana.

## Biografia
Sorella dello scrittore Antonio Pennacchi e del giornalista Gianni Pennacchi, si laurea in economia nel 1971 all'Università La Sapienza di Roma, città in cui vive. Inizia la sua carriera presso il Centro di studi di politica economica (Cespe), sotto la direzione di Antonio Silvano Andriani. Ha fatto parte della direzione nazionale del Partito Democratico della Sinistra. Entra in Parlamento per la prima volta nel 1994, nella XII Legislatura. Viene confermata deputata, anche nelle legislature XIII e XIV. Fa parte della Commissione parlamentare Bilancio, tesoro e programmazione.
Nel Governo Prodi I viene nominata sottosegretario di Stato al Tesoro, ricopre lo stesso incarico anche nel successivo Governo D'Alema I, dimettendosi dall'incarico nel luglio 1999.
Nel 2007 aderisce al neonato Partito Democratico, di cui è nominata come Responsabile Scuola e Università nella Segreteria nazionale dal Segretario Walter Veltroni..
È la fondatrice e responsabile della Scuola  per la buona politica presso la Fondazione Basso a Roma e coordina il Forum Economia nazionale Archiviato il 24 gennaio 2021 in Internet Archive. della Cgil.
È editorialista per vari quotidiani e riviste su temi di politica economica e sociale. Fino al 2005 ha scritto su l'Unità, e successivamente su Il Manifesto.

## Opere
- Razionalità e cultura. Pratiche manageriali nelle partecipazioni statali, FrancoAngeli, 1990, ISBN 9788820437596.
- Lo stato sociale del futuro. Pensioni, equità, cittadinanza, Donzelli Editore, 1997, ISBN 9788879893251.
- L'eguaglianza e le tasse. Fisco, mercato, governo e libertà, Donzelli Editore, 2004, ISBN 9788879898645.
- La moralità del Welfare. Contro il neoliberismo populista, Donzelli Editore, 2008, ISBN 9788860362803.
- Filosofia dei beni comuni. Crisi e primato della sfera pubblica, Donzelli Editore, 2012, ISBN 9788860367648.
- Il soggetto dell'economia. Dalla crisi ad un nuovo modello di sviluppo, Ediesse Editore, 2015, ISBN 9788823019751.
- Riforma del capitalismo e democrazia economica. Per un nuovo modello di sviluppo, Ediesse Editore, 2015, ISBN 9788823019942., a cura di Laura Pennacchi e Riccardo Sanna.
- Lavoro e innovazione per riformare il capitalismo, Ediesse Editore, 2018, ISBN 9788823021495., a cura di Laura Pennacchi e Riccardo Sanna.
- De valoribus disputandum est. Sui valori dopo il neoliberismo, Mimesis Edizioni, 2018, ISBN 9788857552972.
- Democrazia economica. Dalla pandemia a un nuovo umanesimo, Castelvecchi Editore, 2021, ISBN 9788832902631.